# 16th Street Baptist Church
Sixteenth Street Baptist Church är en baptistkyrka i Birmingham, Alabama. I september 1963 blev kyrkan målet för rashatet då bomber dödade fyra flickor under Medborgarrättsrörelsen i USA 1955–1968. Kyrkan är ännu i bruk och är ett landmärke i Birmingham Civil Rights District. Den fick status som National Historic Landmark 2006 och den 30 januari 2008 blev den ett av USA:s tentativa världsarv tillsammans med två andra kyrkor i Alabama kopplade till medborgarrättsrörelsen under namnet "Medborgarrättsrörelsens platser".

## Historia

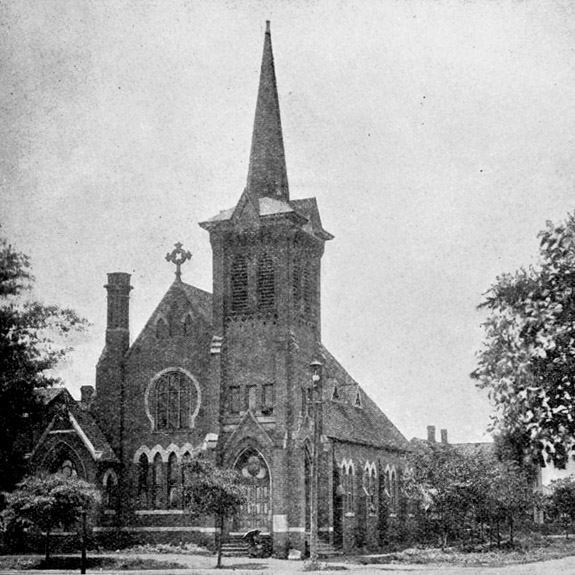
Kyrkan som användes av församlingen från 1884 till 1908

Sixteenth Street Baptist Church organiserades ursprungligen somFirst Colored Baptist Church of Birmingham 1873. De första mötena hölls i ett litet hus i korsningen mellan 12th Street och Fourth Avenue North. En tomt köptes snart på 3rd Avenue North mellan 19th och 20th Street i syfte att uppföra en kyrka. 1880 sålde dock församlingen fastigheten och byggde en ny kyrka på den nuvarande platsen i korsningen mellan 16th Street och 6th Avenue North. Den nya kyrkan i tegel stod klar 1884, men 1908 dömde staden ut huset och bestämde att den skulle rivas.
Dagens kyrkobyggnad, i "modifierad romansk och bysantinsk design" av de framstående svarta arkitekten Wallace Rayfield, byggdes 1911 av den lokala svarta entreprenören T.C. Windham. Kostnaden var 26 000 dollar. Utöver själva kyrksalen, finns en församlingsvåning som används för möten och undervisning samt flera sidorum för Söndagsskolan och mindre grupper.
Som en av de främsta institutionerna för den svarta befolkningen, har 16th Street Baptist haft flera framstående besökare under sin historia. W. E. B. Du Bois, Mary McLeod Bethune, Paul Robeson och Ralph Bunche höll tal vid kyrkan i början av 1900-talet.

## Medborgarrättseran och bombningen 1963

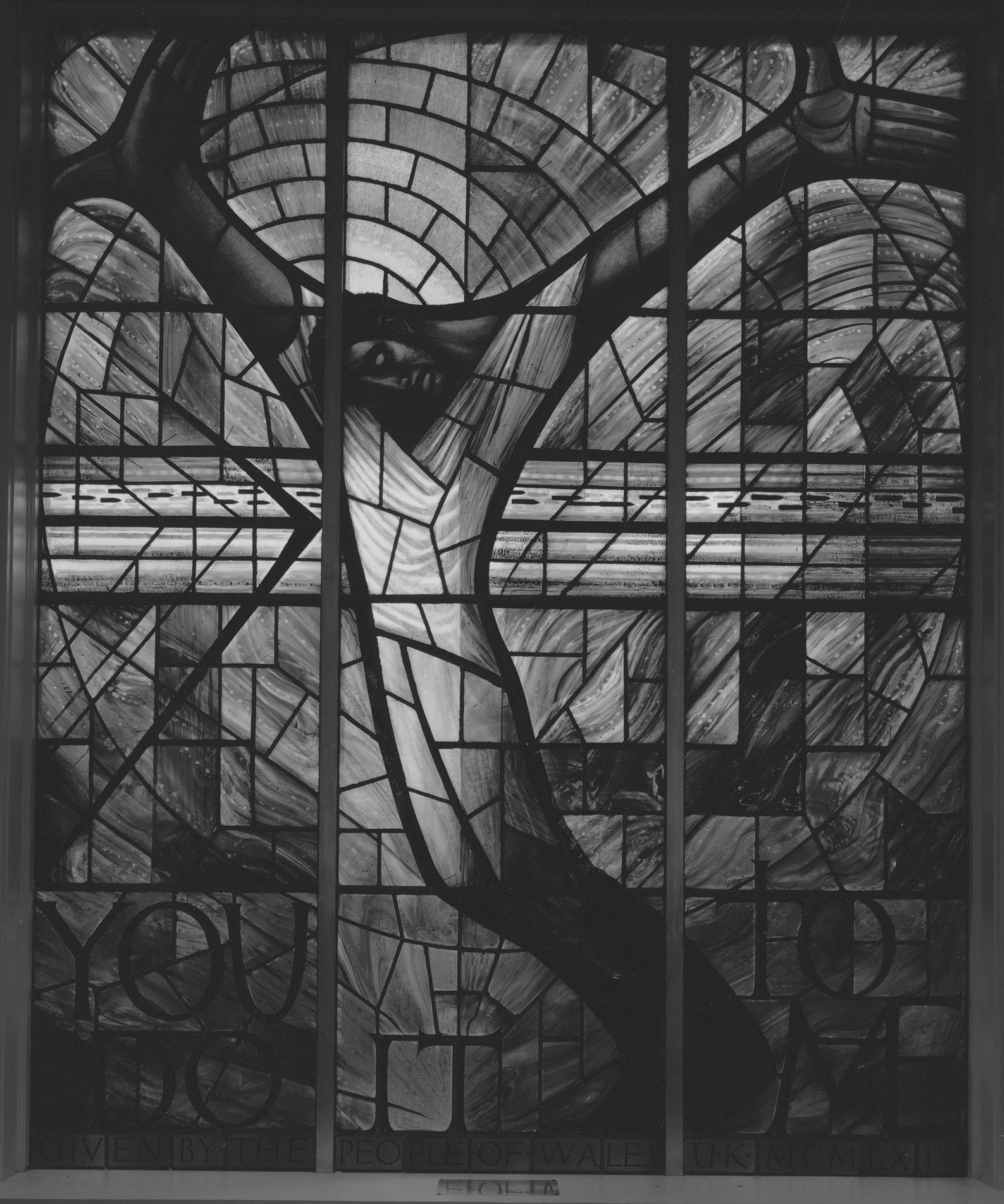
Fönster med glasmålningar skänkt av folket i Wales efter bombningen av kyrkan 1963. Fönstret i söder utformades av den Walesiska konstnären John Petts och avbildar en svart Jesus med sina armar utsträcka. Högra handen symboliserar förtryck, hans vänstra hand ber om förlåtelse. Orden "Du gör det för mig" refererar till Kristus parabel i Fåren och getterna.

Under medborgarrättsrörelsens kamp på 1960-talet, fungerade Sixteenth Street Baptist Church som ett organiseringshögkvarter, en plats för massmöten och samlingsplats för svart som protesterade mot den omfattande rasismen i Birmingham, Alabama och Södern. Pastorerna Fred Shuttlesworth, som var lokal organisatörschef, James Bevel, SCLC:s ledare som tog initiativ till Children's Crusade och lärde studenter Icke-våld och Martin Luther King var återkommande talare vid kyrkan och ledde rörelsen.
Söndagen den 15 september 1963, placerade Thomas Blanton, Bobby Frank Cherry och Robert Edward Chambliss, medlemmar av Ku Klux Klan, 19 dynamitstubbe utanför grunden till kyrkan. Kl 10:22 exploderade de och dödade fyra unga flickor; –Addie Mae Collins, Carole Robertson, Cynthia Wesley och Denise McNair–och skadade 22 andra. De var där för att förbereda för kyrkans "Youth Day". En begravning för tre av de fyra offren besöktes av över 8 000 sörjande, vita och svart, men inga politiker.
Det var en av över 45 bombningar som under över ett halvt årtionde terroriserat progressiva agitatorer och invånare som köpte hus i en ny stadsdel. Dödandet av otvivelaktigt oskyldiga människor chockade staden, landet och världen. Bombningen ökade Federala inblandningen och bidrog till medborgarrättslagar. President Johnson skrev under 1964 Civil Rights Act året efter; och 1965 godkändes rösträttsakten, vilket gjorde läskunnighetsprov och röstskatter olagliga.
Efter bombningen, fick kyrkan över 300 000 dollar i gåvor och reparationer påbörjades omedelbart. Kyrkan öppnade åter den 7 juni 1964.

## Nuvarande tillstånd

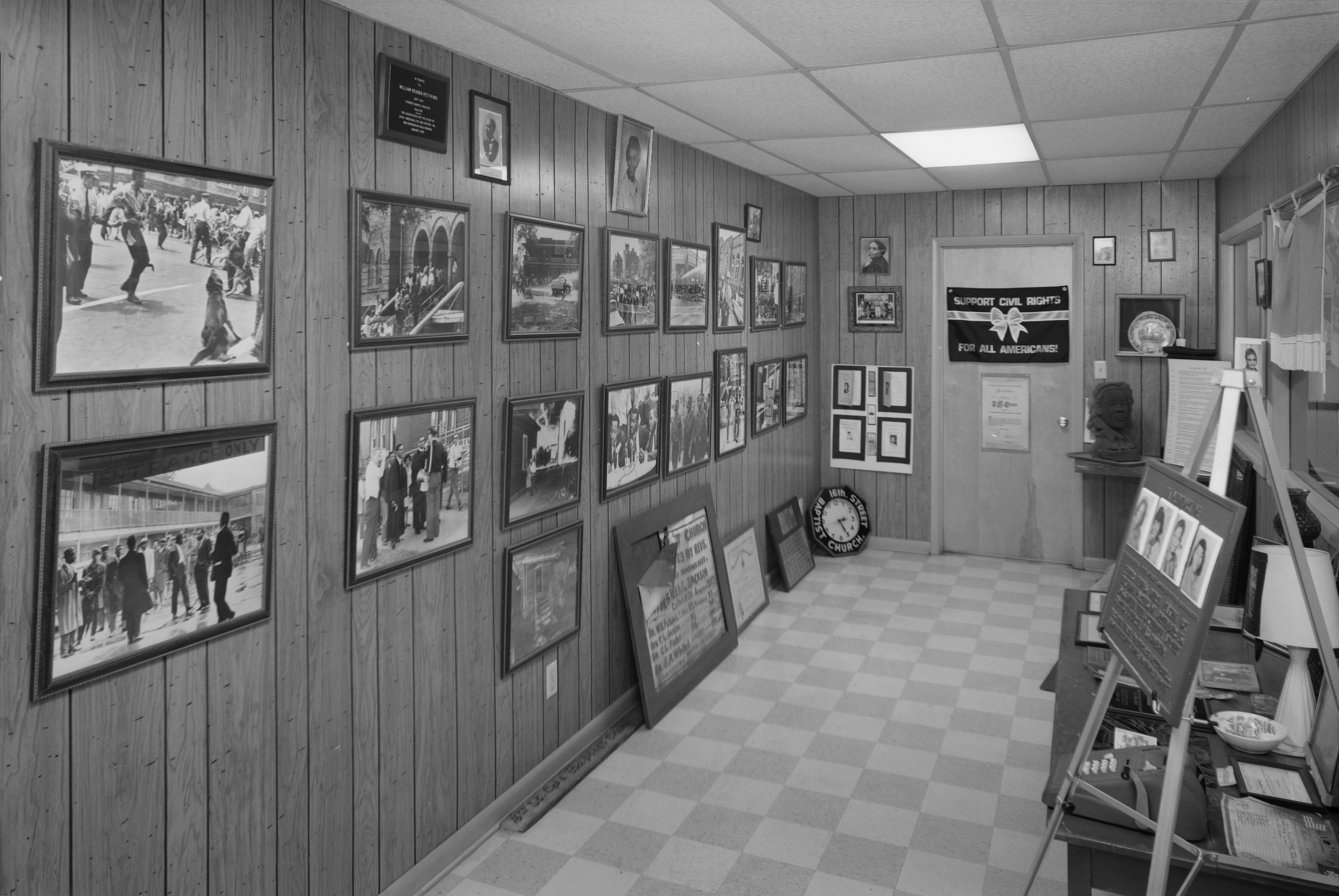
Utställning i källaren av Sixteenth Street Baptist Church med bilder av händelserna under Medborgarrättsrörelsens kamp och bombningen av kyrkan 1963.

1980, sattes Sixteenth Street Baptist Church upp på National Register of Historic Places. 1993, genomförde en grupp från Historic American Buildings Survey mätningar och utifrån dessa ritningar som arkiverats i Library of Congress. På grund av dess historiska värde i kampen för medborgerliga rättigheter, blev kyrkan ett National Historic Landmark 20 februari 2006.
Som en del i Birmingham Civil Rights District, har Sixteenth Street Baptist Church över 200 000 besökare årligen. Även om församlingen bara har omkring 200 medlemmar, uppgår antalet besökare varje vecka till närmare 2 000. Kyrkan driver också ett omfattande läkemedelsrådgivningsprogram. Församlingens nuvarande pastor är Arthur Price. Mitt emot kyrkan i Kelly Ingram Park ligger Birmingham Civil Rights Institute, som planerar evenemang som lär ut och främjar historia kring mänskliga rättigheter.
Sixteenth Street Baptist Church arbetar med ett 3 million dollarsprojekt för att restaurera kyrkobyggnaden. Den har vattenskador och har sprickor i tegelfasaden. I februari 2007 hade den första restaureringsfasen genomförts. Ytterligare medel behövs för att hantera oförutsedda problem som dykt upp under arbetet och för att klara fortsatt underhåll.